# Jean d’Orléans (ur. 1965)

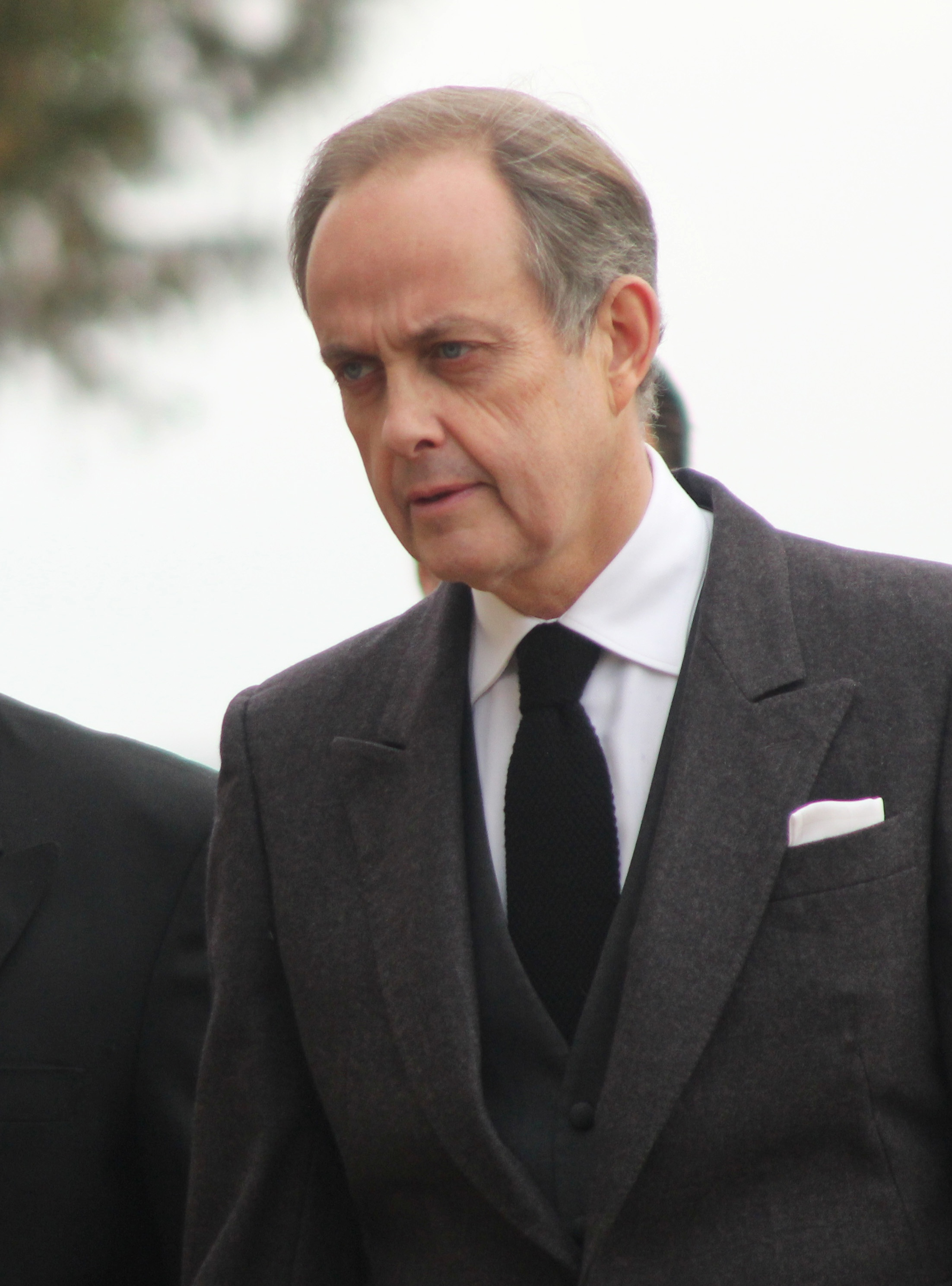
Jean d’Orléans

Jean-Carl Pierre Marie d’Orléans (ur. 19 maja 1965 w Paryżu) – hrabia Paryża, drugi syn Henriego d’Orléans, i Marii Teresy Wirtemberskiej. Od 2019 roku orleański pretendent do tronu Francji jako "Jan IV".
Wywodzi się z rodu Burbonów orleańskich, jego przodek Ludwik Filip I zasiadał na tronie francuskim w latach 1831-1848. Jego dziadkiem ze strony matki był zaś Filip Albert, książę Wirtembergii – pretendent do tronu Wirtembergii jako "Filip II" (1893–1975).
27 września 1987 Jean d’Orléans otrzymał od swojego dziadka tytuł księcia Vendôme. Jego rodzice rozwiedli się cywilnie, ojciec ożenił się ponownie, ale drugiego małżeństwa za ważne nie uznał ani Kościół ani głowa rodu, dziadek Jeana d’Orléans, Henri d’Orléans.
Po śmierci nestora rodu 19 czerwca 1999 roku większość orleanistów uznała Jeana od za prawowitego pretendenta do tronu z pominięciem brata François.
Jean d’Orléans studiował na Sorbonie i ukończył studia tytułem magistra z filozofii. Potem studiował prawo, jego specjalizacją były stosunku międzynarodowe. Studia zakończył w Los Angeles, w Kalifornii. Aby zabezpieczyć go finansowo jako przyszłą głowę roku, jego babka Isabelle d’Orléans-Bragance przekazała mu swoją część rodzinnego majątku. Został właścicielem większej części lasu w Nouvion-in-Thiérache. W czerwcu 2003 założył stowarzyszenie "Ludzie Francji" (franc. Gens de France).

## Małżeństwo
31 grudnia 2000 ogłoszono zaręczyny Jeana d’Orléans z księżniczką Tatjaną Oldenburg (ur. 1974). Zaręczyny zerwano tuż przed ślubem – 11 czerwca 2001. Powodem były odmienne wyznania narzeczonych – ojciec Jana obawiał się komplikacji w sprawach sukcesji rodziny orleańskiej w razie przyjścia na świat pretendenta z matki ewangeliczki (co ciekawe, jego praprzodkinią była luteranka – Helena Mecklenburg-Schwerin).
20 marca 2009 w merostwie VII dzielnicy Paryża poślubił Philomenę de Tornos y Steinhart. Cywilnego ślubu młodej parze udzieliła minister sprawiedliwości Rachida Dati. Ślub kościelny odbył się 2 maja w Senlis (departament Oise), rodowej siedzibie dynastii Kapetyngów, gdzie w 987 roku Hugo Kapet został wybrany pierwszym królem z tej dynastii. Para ma pięcioro dzieci:
- Gaston Louis Antoine Marie d’Orléans (ur. 19 listopada 2009)[3]
- Antoinette Léopoldine Jeanne Marie (ur. 28 stycznia 2012)[4]
- Louise-Marguerite Eléonore Marie (ur. 30 lipca 2014)[5]
- Joseph Gabriel David Marie (ur. 2 czerwca 2016)[6]
- Jacinthe Élisabeth-Charlotte Marie (ur. 9 października 2018)[7]